# Gravures rupestres de l'Oued Djerat

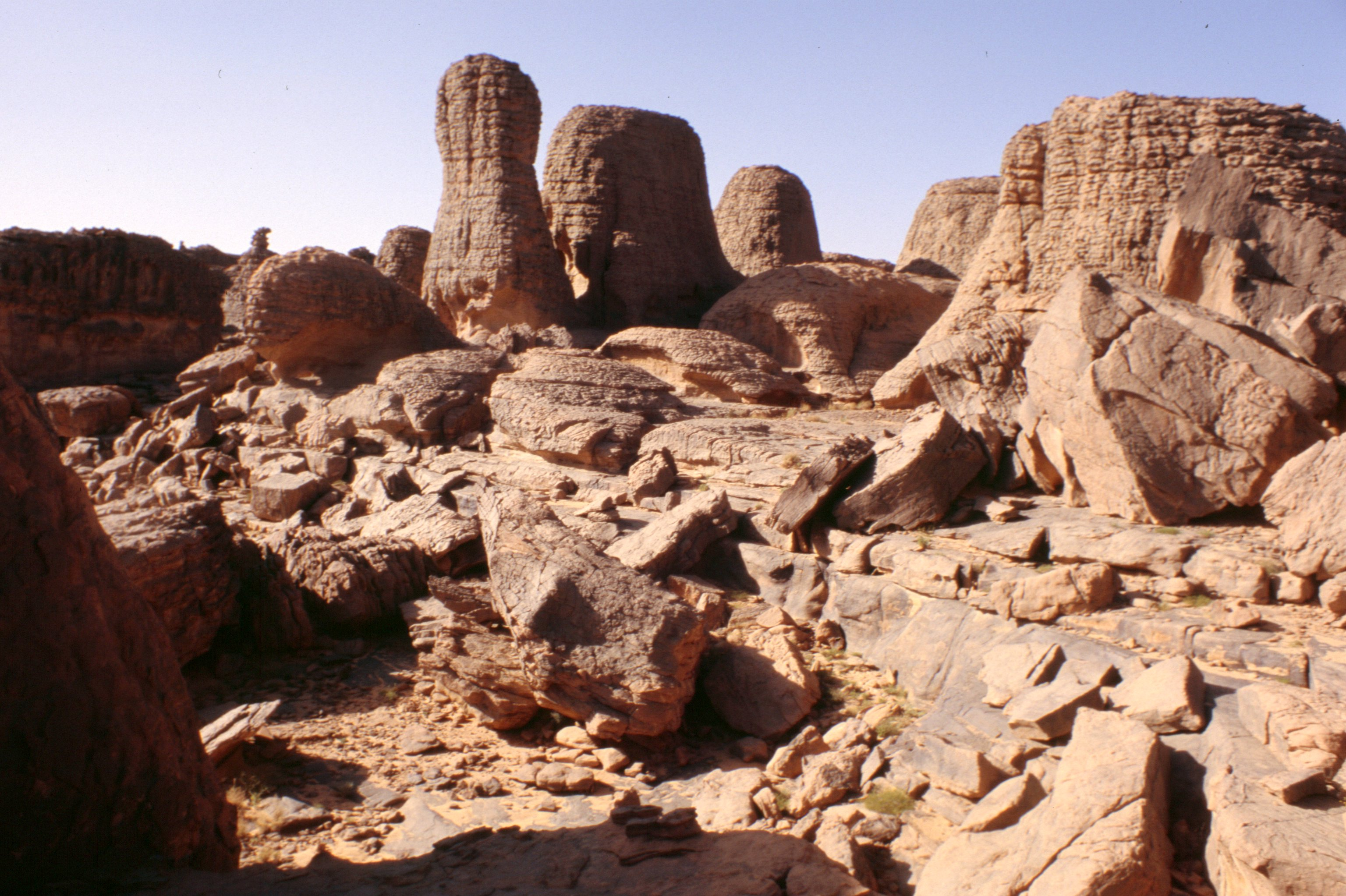
Paysage du Tassili n'Ajjer (Algérie)

Les Gravures rupestres de l'Oued Djerat, situées dans le Tassili n'Ajjer, en Algérie, et datées du Néolithique, présentent de nombreuses affinités avec celles du Sud-oranais (Algérie) et du Fezzan (Libye). Selon Henri Lhote elles dateraient de plus de 7 000 ans.

## Historique
Il semble, écrit Henri Lhote, que les gravures de l'Oued Djerat « aient été connues de longue date et aient été signalées à l'explorateur F. Foureau, lors de son expédition de 1892-1893 ». En 1932 le Lieutenant Brenans fait des relevés d'un certain nombre d'entre elles qu'il fait parvenir à Maurice Reygasse, alors conservateur du Musée du Bardo à Alger. Pendant l'hiver 1934 les professeurs Émile Félix Gautier et M. Reygasse les étudient et publient peu après plusieurs notes. Émerveillé par ses grandes gravures naturalistes, il surnomme l'Oued Djerat « la Vézère du Sahara ». La même année, en novembre, Henri Lhote y accompagne le géographe R. Perret. Durant l'hiver 1935 M. Reygasse revient dans l'Oued Djerat, accompagné du peintre Rigal qui exécute quelques relevés de gravures et de peintures.
Après avoir relevé les peintures du Tassili en 1956-1957, Henri Lhote, encouragé par le Général de Gaulle et plusieurs ministres, entreprend en 1959, à la tête d'une équipe de cinq personnes à laquelle s'ajoutent plusieurs collaborateurs touaregs, de faire l'inventaire des gravures de l'Oued Djerat (qu'il reverra en 1969 et 1970). Non seulement il en fait des relevés et des photographies mais encore exécute une soixantaine de moulages (latex liquide et siccatif). Le répertoire qu'il en publie en 1976 décrit 73 stations (numérotées en descendant l'oued) et comprend 2605 figures de différentes époques. L'auteur, précisant qu'il y manque plusieurs panneaux qui n'ont pas été numérotés, estime qu'au total le nombre des gravures « dépasse certainement les 4000 ». « Ce chiffre, exceptionnel pour une seule vallée et sur une distance aussi courte, accuse le caractère remarquable de l'oued Djerat », conclut-il. 
L'expédition Lhote a été exceptionnelle par les informations qu'elle a pu apporter, par l'endurance de ses membres face aux conditions de vie difficiles dans le Tassili. Cependant, les méthodes brutales de relevés utilisées à l'époque par l'équipe Lhote (mouillage à l'éponge humide, griffonnages au fusain) ont détruit par endroits les informations biologiques qui auraient permis de les dater. Aujourd'hui, certaines peintures tombent en morceaux à cause des humidifications fréquentes des visiteurs.

## Localisation

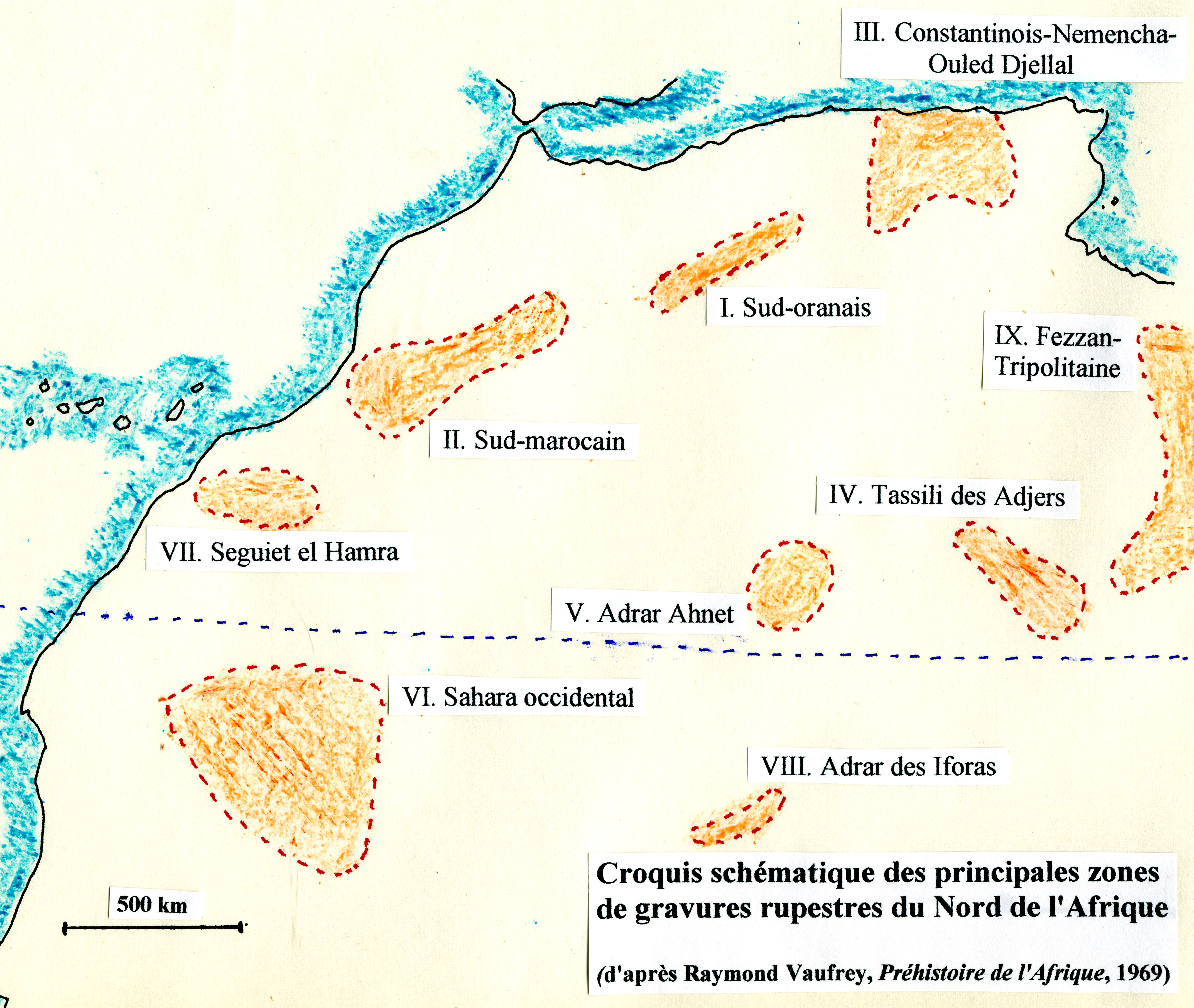

L'oued Djerat est un cañon creusé dans les grès siluro-dévoniens du Tassili qui chemine entre des falaises très encaissées. Il se déverse dans la vallée d'Illizi, à une centaine de kilomètres de la frontière libyenne. L'oued mesure en moyenne 200 mètres de largeur, ses falaises bordières variant de 25 à 30 mètres de hauteur au débouché, atteignant 150 mètres vers la palmeraie de Nafeg et se réduisant vers ses sources. Il reçoit de nombreux affluents, notamment les oueds Afar et Assahor, qui lui apportent un fort volume d'eau au moment des pluies. Les deux rives de l'oued sont recouvertes de gravures sur une distance, d'après les cartes publiées par Lhote dans son ouvrage, de près d'une vingtaine de kilomètres.
Elles se situent sur les terrasses supérieures de l'oued, sur les parois verticales de blocs éboulés, le plus souvent sur la surface horizontale des roches en place. Se trouvant placées à une hauteur de 8 à 12 mètres au-dessus de la terrasse inférieure, le niveau des crues ne les atteint pas.
Les recherches opérées au pied des gravures n'ont donné aucun indice sur le procédé de polissage et l'outillage utilisé qui, compte tenu de la diversité des largeurs et profondeurs des gouttières, ne devait pas être d'un type unique.

## Classification
Ces gravures appartiennent à plusieurs époques. Lhote, s'appuyant sur les différences dans les patines et les techniques du trait, reprend sa classification en quatre périodes élaborée à partir des documents étudiés au Sahara central, appliquée aux Gravures rupestres du Sud-oranais en y introduisant des sous-étages complémentaires, puis étendue à celles du Sud marocain et du Rio de Oro, aux gravures du Sud-Algérois et du Sud-Constantinois, comme à celles du Fezzan.
Lhote distingue ainsi quatre périodes pour les gravures de l'oued Djerat.

### La période du Bubale ou période bubaline
Selon Lhote, 1060 gravures peuvent être rapportées à la période du Bubalus antiquus, le plus souvent de grande taille. Leur contour est généralement poli (en U surbaissé), mais parfois en V ou simplement piqueté, et leur patine est très foncée. Si certains sujets y sont figurés en dessous de leur taille naturelle, d'autres le sont en grandeur nature, sinon au-dessus et il est rare que les représentations mesurent moins d'un mètre. Lhote cite une douzaine de cas dans lesquels l'image s'est trouvée complétée d'une médiocre copie qui semble lui être contemporaine. Le style en est dans l'ensemble naturaliste mais certains animaux (girafes) peuvent être schématisés. Dans seize cas la formule dioculaire (yeux placés l'un au-dessus de l'autre) est utilisée, comme dans certaines gravures du Sud-Oranais : on peut supposer selon l'auteur qu'ils reflètent « ce qu'il y a de plus ancien à Djerat ».
Les variétés de styles qu'il demeure difficile de placer dans un ordre chronologique « semblent correspondre à une durée très longue de la période bubaline au cours de laquelle des changements de mode de vie ont dû se produire », écrit Lhote. Pour lui les Bœufs ne font leur apparition qu'en une période seconde et les « femmes aux jambes écartées » à une période terminale. Depuis les travaux de Lhote, il est apparu que la notion d'une prétendue «période» du Bubale, aussi appelée «Bubalin» et qui serait antérieure au Bovidien, ne correspond pas à la réalité, car le bubalin est un des styles de gravures du bovidien, ainsi que l'a démontré Alfred Muzzolini dès le début des années 1980, dans des travaux qui ont été amplement confirmés depuis.

### La période des Pasteurs bovidiens ou période bovidienne
Les 300 gravures, généralement de dimensions plus modestes et de style plus négligé, que Lhote lui attribue comptent dans l'ensemble plus de figurations à contour piqueté que poli. Leur patine foncée, le plus souvent grisâtre n'atteint plus l'intensité du noir brillant. Elles figurent pour la plupart des bovidés au contour piqueté, d'une qualité inférieure aux œuvres précédentes, mais aussi quelques girafes, éléphants, autruches, et de rares rhinocéros. « Les graveurs bovidiens semblent n'avoir fait que de brèves intrusions dans l'oued Djerat, dont le caractère torrentiel ne devait pas favoriser le séjour des bovins », conclut l'auteur.

### La période du Cheval ou période caballine
Les populations caballines qui ont fréquenté beaucoup plus la région que les pasteurs de bœufs, ont laissé davantage de traces de leur passage, au moins 420 gravures (ainsi que des peintures) de petites dimensions. Leur piquetage en est fin et régulier, leur patine chamois. Les populations de cette époque, arrivées au Sahara avec le char, utilisaient le bronze et il ne faut pas pour leur réalisation éliminer, selon Lhote, l'utilisation de pointes de ce métal.
Cette période se divise en deux sous-périodes, l'une analphabétique, caractérisée par les chars, la seconde alphabétique, avec l'apparition des caractères libyco-berbères. 
Henri Lhote distingue du point de vue du style quatre groupes. Le premier est celui des « chars au galop volant » et des « guerriers portant la plume libyenne », armés de javelots. La coiffe zoomorphe de l'un d'eux rappelle celui des Shardanes des Peuples de la Mer.
Le deuxième, particulier à l'oued Djerat, se composerait de figurations humaines élancées principalement masculines ithyphalliques, de profil européen, portant des plumes et une barbe en pointe. « Plusieurs d'entre eux sont occupés à pratiquer l'acte sexuel », note Lhote. Plusieurs archers « se tirent dessus » ou chassent le mouflon.
Un troisième groupe présente (station I) de petits personnages, dont plusieurs portent un javelot, un bouclier rond et un poignard pendant au bras. La faune est composée de félins et peut-être d'un rhinocéros.
Un quatrième groupe, plus tardif, semble alphabétique. Il est représenté par « de grands personnages à tunique rectangulaire ». La faune est composée de girafes, lions, bovidés, mouflons, autruches et chiens.

### La période du Chameau ou période cameline
Ces gravures plus tardives, d'une patine claire, presque blanche, sont nettement moins importantes en nombre que pour la période précédente. Réalisées par percussion directe, sans l'utilisation d'un outil intermédiaire, leurs contours en sont très irréguliers et les sujets (personnages, chameaux, autruches, chevaux, bœufs) de petites dimensions. Y apparaissent des inscriptions alphabétiques.
Les deux premières périodes sont préhistoriques, les deux suivantes historiques.
Selon Lhote « l'intérêt des rupestres de l'oued Djerat réside surtout dans les gravures de la période du Bubale (...) tant par leur quantité que par leur qualité et les problèmes qu'elles soulèvent».

## Représentations animales et humaines

### Faune sauvage
Elle compte une trentaine d'espèces qui manifestent la présence d'une végétation très abondante et de plans d'eau d'une certaine permanence.
Les espèces identifiées sur les gravures sont : 
- le Buffle antique (12 exemplaires),
- l'Éléphant (96 exemplaires, dont l'un de 470 cm à la station XXV, pour les périodes bubaline et bovidienne, représentés selon six formules différentes),
- l'Hippopotame (22 exemplaires),
- le Rhinocéros (119 exemplaires à l'Oued Djerat, qui confirment l'humidité du Tassili à l'époque bubaline),
- la Girafe (54 exemplaires dont un certain nombre plus tardifs que l'époque du bubale[N 1]),
- l'Âne sauvage,
- l'Antilope chevaline (11 exemplaires, en général de période bubaline),
- l'Antilope Oryx (2 exemplaires postérieurs à l'époque bubaline),
- l'Antilope Addax (5 exemplaires), la Gazelle (peu représentée mais commune à l'époque),
- le Mouflon,
- le Phacochère (un exemplaire, le seul au Sahara, alors qu'il devait y être très répandu),
- l'Oryctérope (un exemplaire incertain),
- le Cercopithèque (un exemplaire),
- le Cynocéphale (4 exemplaires),
- le Lion (une dizaine d'exemplaires pour la période bubaline, quelques exemplaires pour les périodes suivantes),
- le Guépard (3 exemplaires),
- la Hyène (3 exemplaires),
- le Cynhyène (plusieurs exemplaires incertains),
- le Chacal (un exemplaire),
- le Lièvre (un exemplaire mais plusieurs gravures zoomorphes représentent des personnages avec de longues oreilles ressemblant à celles du lièvre),
- l'Autruche (figurée à toute époque selon des styles divers),
- le Flamant rose (3 exemplaires), le Pélican (un groupe),
- le Hibou (2 exemplaires appartenant vraisemblablement à un stade assez tardif de l'époque bubaline),
- le Crocodile (4 exemplaires incomplets),
- le Python (un exemplaire),
- la Vipère (3 exemplaires attribuables à la période caballine),
- les Couleuvres (2 exemplaires de la période caballine),
- le Lamantin (exemplaire incertain)
- les Poissons (3 exemplaires à la station XVII rappelant le Mormyre du Niger et du Tchad).

### Animaux domestiques
Plusieurs espèces sont représentées :
- la chèvre (5 exemplaires à l'époque bubaline, quelques autres à l'époque caballine),
- le mouton (sur 9 exemplaires, certains douteux, aucun ne porte le disque solaire caractéristique des gravures du sud-oranais)[N 2],
- le chien (7 exemplaires incertains, difficiles à différencier du chacal, et un grand nombre d'époque tardive),
- Le bœuf occupe une position particulière en raison des questions qui se posent quant à sa domestication. Le style, la technique de réalisation et la patine des gravures figurant des bovidés  ne présentant guère de différences avec les gravures de bubales, rhinocéros ou éléphants, Lhote juge dès 1960 qu'il y a lieu « de revenir sur la conception ancienne qui n'admettait pas le Bœuf domestique dans le groupe des gravures de la période bubaline ». Un certain nombre de superpositions (notamment par des rhinocéros) en constituent des preuves. Un exemplaire est par ailleurs figuré selon la formule dioculaire, « caractère indubitable d'archaïsme »[15]. Plusieurs catégories d'indices, notamment les attributs portés au cou (colliers simples et à pendeloques) ou, pour 15 des 238 bovidés représentés[16], sur la tête (deux disques seulement mais souvent des traits parallèles sur les extrémités des cornes ou des tiares) et la coexistence de deux espèces (Bos brachyceros et Bos africanus aux cornes en lyre, parfois sur les mêmes panneaux), seraient selon l'auteur « des témoignages assez probants de l'exploitation des Bovidés par l'homme »[17]. Quelques scènes associent en outre l'homme avec le bœuf, dont l'attitude semble ne pas impliquer l'agressivité mais « des sentiments affectifs, voire d'adoration »[18]. Pour Lhote, « on doit dorénavant admettre que la domestication du bœuf a dû être connue à la période bubaline, sinon sur une grande échelle, du moins à son début », « probablement à une phase tardive de cette période »[18]. Ces problèmes dérivaient de la construction a priori d'une période bubaline antérieure au Bovidien. Peu à peu, Lhote s'est aperçu que des bovins domestiques se trouvaient dans cette prétendue période, ce qui contredisait sa chronologie, mais il ne l'a pourtant jamais modifiée, alors que la conclusion logique était que le «Bubalin» était en réalité un style, non une période.  Par contre, il a bien vu que les béliers du Sud-oranais ne sauraient dériver, contrairement à ce que pensaient Stéphane Gsell et Raymond Vaufrey, du culte égyptien d'Ammon, la Vache Hator, pourvue d'un disque solaire, qui apparaît avec les premières dynasties égyptiennes (vers 3000 ans av. J.-C.), ne peut être selon l'auteur à l'origine des quelques disques frontaux des bœufs de l'Oued Djerat. « Il y a lieu de rejeter une quelconque influence égyptienne sur les anciennes gravures du Tassili et, par voie de conséquence, sur celles du Fezzan », conclut l'auteur[19]. Par la suite, l'étude détaillée de toutes les prétendues "influences égyptiennes" que les anciens auteurs croyaient déceler au Sahara central et dans l'Atlas a permis de démontrer que ces rapprochements étaient très superficiels et s'appuyaient sur une connaissance très insuffisante des dossiers égyptiens[20].

### Animaux étranges
Un certain nombre de représentations animales de l'Oued Djerat demeurent non identifiables. Lhote en évoque une quinzaine de cas. Si certaines d'entre elles apparaissent inachevées ou dans leurs malformations « ratées », témoignant de l'existence de graveurs malhabiles, d'autres, véritables figurations de bêtes imaginaires à structure composite, semblent relever de la seule fantaisie.

### Figurations humaines et éléments culturels
Les figurations humaines de la période bubaline, au nombre de 63, peuvent être classés en trois groupes : les profils naturels, les profils complexes à coiffure et les têtes zoomorphes.

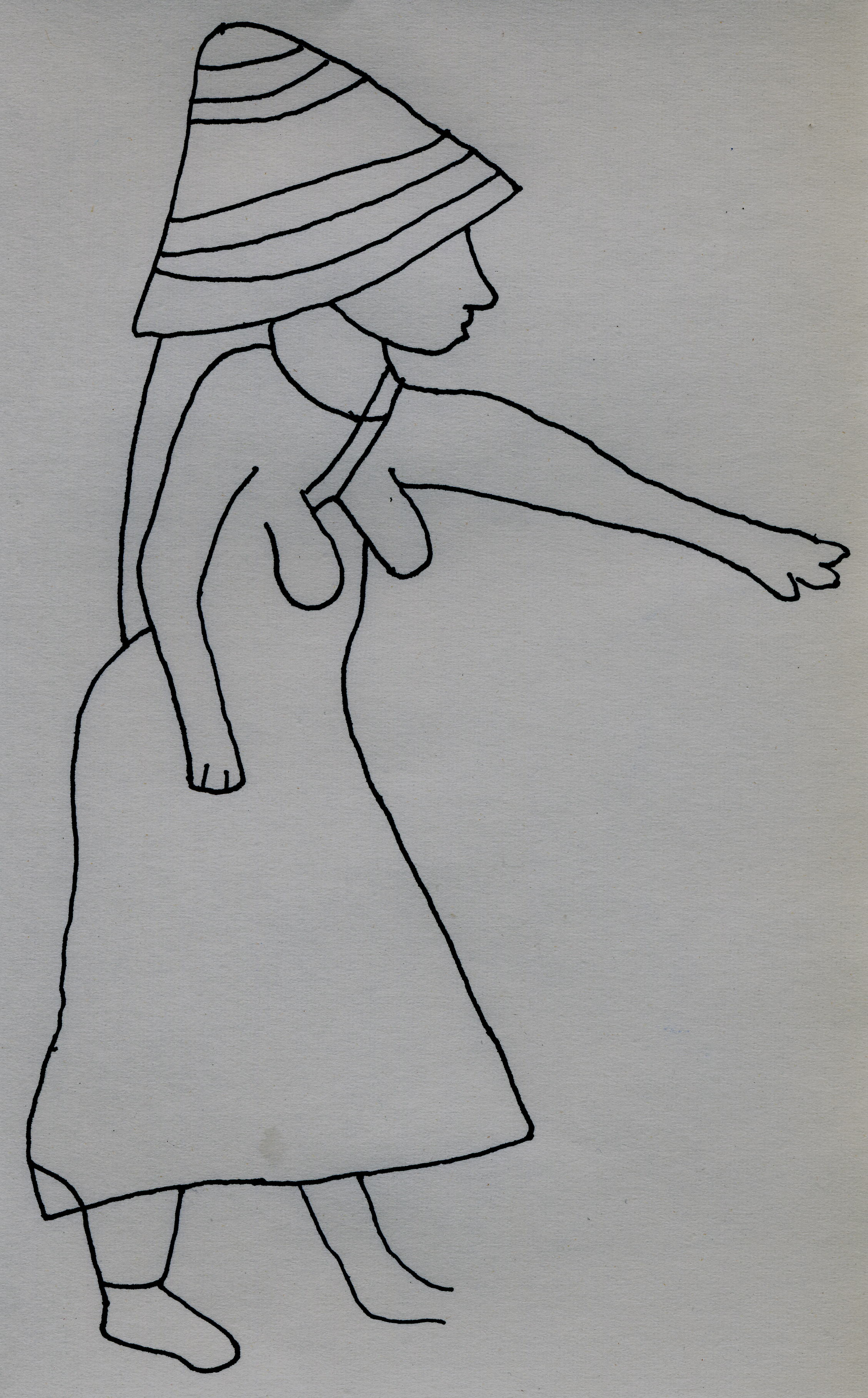
Période du bubale : croquis schématique d'une figuration féminine, détail d'une scène sexuelle de la station XXXI (H : 225 cm)

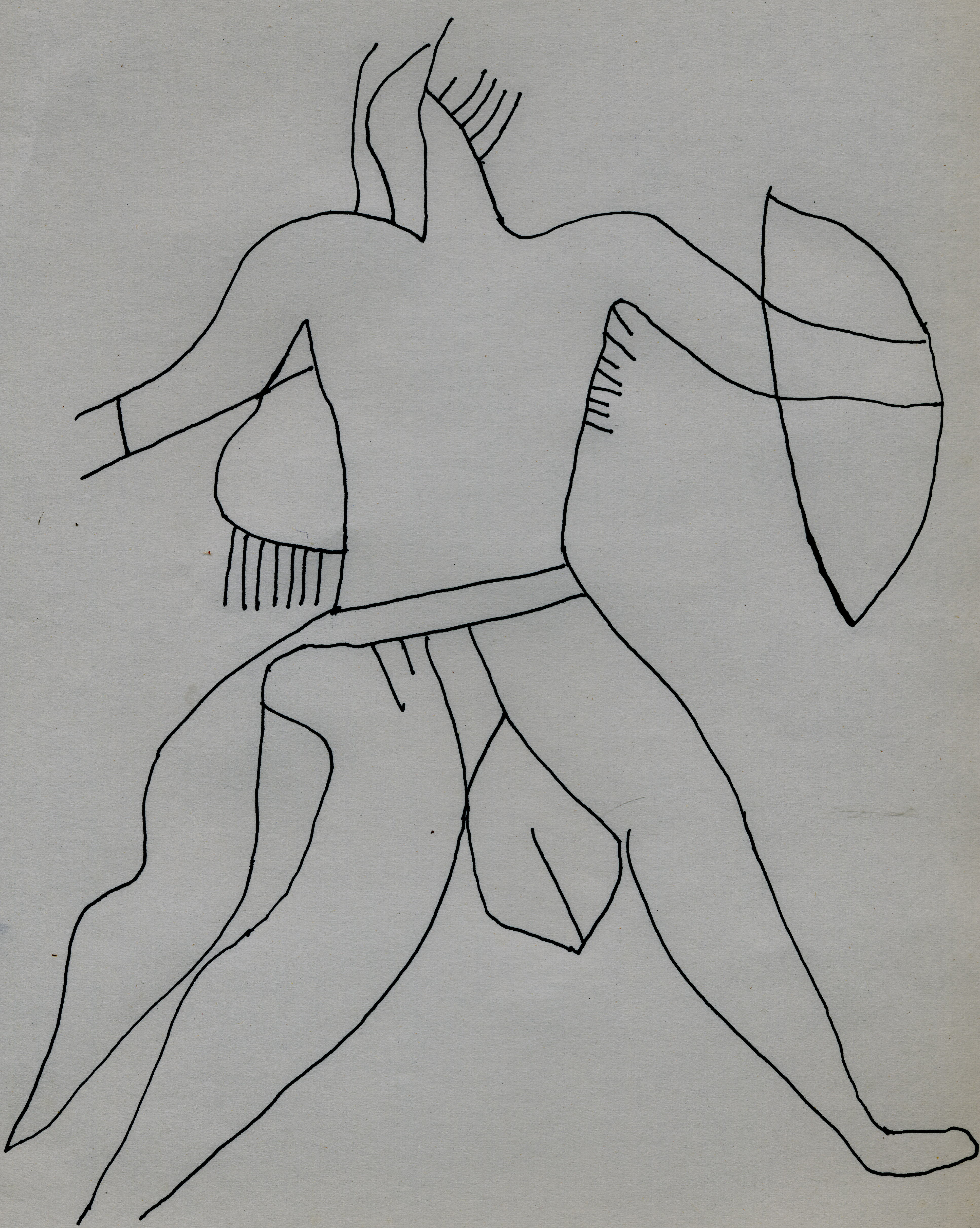
Période du bubale : croquis schématique d'une figuration masculine (H : autour de 100 cm), station XXVII

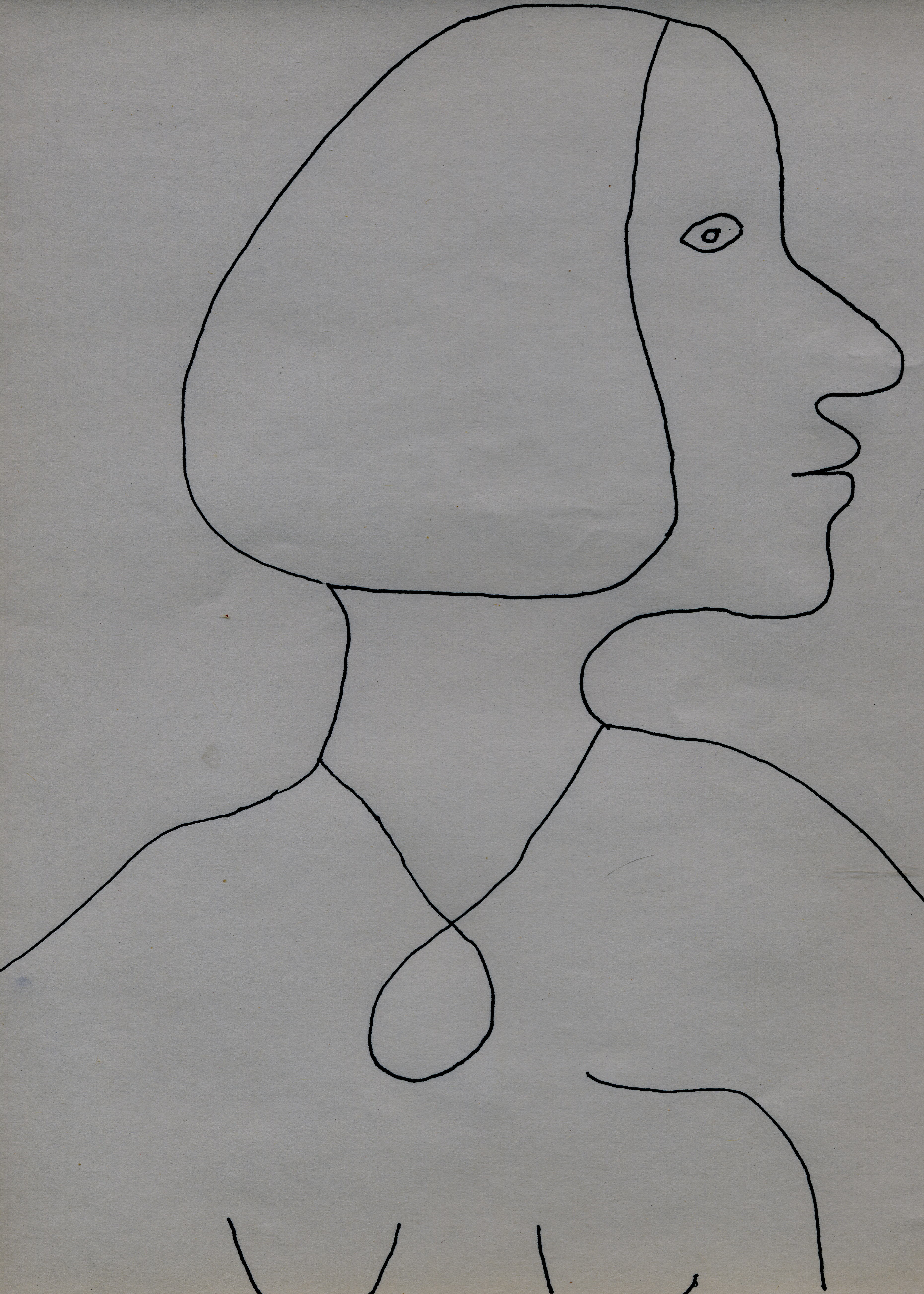
Période du bubale : croquis schématique d'une figuration féminine, détail d'une scène sexuelle de la station XXVIII

Les profils naturels, d'hommes et de femmes, au nez moyen et pointu, aux lèvres fines et au menton légèrement saillant, sont pour 24 d'entre eux, nettement europoïdes. Quelques personnages ont la tête coiffée d'un haut bonnet en forme de rectangle, losange ou ovale. Une femme porte une coiffure semi-sphérique. Les profils zoomorphes, plus ou moins identifiables, semblent généralement liés à des scènes sexuelles. Plusieurs sont cynocéphales, d'autres portent des cornes (station XVII), de longues oreilles de lièvres (stations XXV et XXVI) ou évoquent des félins (station XVII). Une femme présente une tête de grenouille, une autre des oreilles en guise de tête, toutes deux apparaissent en position écartée.
Le vêtement des hommes peut être évoqué par un trait au niveau de la ceinture, un triangle dont le sommet, placé à la hauteur de celle-ci, suggère un petit cache-sexe en tissu ou peau (station  XXI), un pagne ou un véritable cache-sexe dont les extrémités retombent entre les jambes ou sur les fesses (souvent confondu avec un phallus). Une quinzaine de personnages, avec (station XXVII) ou sans pagne, sont pourvus de sexes énormes. Les parties génitales ne sont jamais dessinées, aucun étui phallique n'ayant par ailleurs été rencontré. La période caballine présente également de nombreux personnages ithyphalliques (notamment aux stations IV, VI, VII, XIII, XVIII, XXXIV, XXXIX). 
Les vêtements des femmes, dont les poitrines sont souvent nues et les chevelures abondantes, peuvent être des jupes qui, serrées à la ceinture, descendent un peu au-dessus de la cheville. Plusieurs figures ne présentent qu'un trait à la ceinture (station XXIV), une bande (station XXXVII) ou un petit pagne triangulaire (station XXXI). À la station L deux bandes diagonales traversent la partie supérieure d'une figuration féminine à la façon de bretelles.
Plusieurs représentations sont plus particulièrement remarquables. À la station VIII (Rocher Ahana), une tête en forme de cloche (d'environ 70 cm de hauteur) est surmontée d'un chignon, serré à la base, d'où s'échappent une sorte de touffe en forme de deux petites cornes opposées. À la station XXVII une femme (d'une hauteur de 135 cm) au profil cynomorphe tient à la main un personnage plus petit qui pourrait être un enfant. Elle porte sur la tête un chapeau tronconique rayé de bandes parallèles, peut-être de sparterie. Le cou semble pris dans un carcan étroit et allongé. Sur la poitrine trois traits évoquent des colliers. Les seins sont allongés et pendants, au-dessus d'une longue robe qui descend nettement sous les chevilles.
Dans les gravures de l'Oued Djerat, les scènes sexuelles sont nombreuses. E.F. Gautier, l'un des premiers à les avoir étudiées, considère en 1934 qu'on ne peut les « soumettre au public français parce qu'elles seraient jugées pornographiques ». Henri Lhote y distingue six groupes : les femmes « aux jambes fléchies et écartées en position grenouillesque, le sexe bien en évidence » (8 exemplaires), les femmes représentées dans la même posture « avec phallus associé » (2 exemplaires), les hommes dans une semblable position (trois exemplaires), « les couples in coïtu » (trois scènes d'époque bubaline, un plus grand nombre d'époque caballine), les « scènes où les deux sexes s'enchevêtrent d'une façon lubrique » comme à la station VIII du rocher Ahana et les « rapports contre nature » (bubale, de façon explicite, à la station XXVII, girafe à la station XXX, rhinocéros, antilope à la station XLIV). « André Malraux, à la vue de certaines de ces images à tête zoomorphe, pensait qu'elles préfiguraient les dieux zoomorphes de la religion égyptienne », rapporte Henri Lhote. « Ces rapports, contre nature à nos yeux, ne pourraient-ils pas évoquer certains mythes en honneur chez des populations africaines où les animaux jouent un rôle essentiel dans l'histoire de la création du monde? Et les rapports humains-animaux ne seraient-ils pas à l'origine des plus belles légendes, illustrées de nos jours par l'emploi de masques dans les sociétés noires non islamisées vivant au Sud du Sahara? », s'interroge-t-il. Si aucune scène sexuelle ne figure dans les gravures de la période bovidienne, alors qu'il en existe dans les peintures du Tassili, assez nombreuses sont celles qui datent de la période caballine, les accouplements y demeurant rares. 
Les scènes guerrières sont absentes des gravures de l'époque bubaline, les scènes de chasse rares. Cinq figurations manifestent, contrairement à ce qu'estimaient les premiers auteurs des classifications, que les hommes de cette époque utilisaient l'arc (stations XX, XXVII, XXXII), tout comme dans le Sud-Oranais ou le Fezzan. La position des bras des chasseurs montrent qu'ils devaient utiliser un arc court, de type simple, en le tenant devant leurs corps, sans faire intervenir l'œil pour viser. La hache n'est figurée qu'à un seul exemplaire. Sa forme est parente de celles rencontrées dans le Sud-Oranais, dont H. Lhote considère qu'elles sont, symboliquement, des « haches votives ». Le bâton de jet semble représenté mais son identification demeure douteuse. Le chien a pu être l'auxiliaire des chasseurs. Les scènes de chasse (autruche, rhinocéros, mouton ou gazelle) manifestent que cette activité demeurait primordiale pour les populations de l'Oued Djerat. L'une d'entre elles, à la station XLVII, montre trois hommes qui pour capturer un bubale tentent de l'immobiliser par les cornes avec des liens. Trois autres scènes, dont l'une incertaine, associent les hommes aux éléphants. La station LIV semble montrer la capture d'un éléphanteau qui s'arcboute pour résister à son conducteur, la station LXXIV un homme dirigeant d'une baguette un troupeau. Une gravure exceptionnelle figure un bovidé monté par un personnage (station LXXXIV). Si la girafe ne figure en revanche dans aucune scène de chasse dans la période bubaline, elle est représentée tenue en laisse à la période caballine. Aucune gravure n'évoque de piège. Des figurations de poissons peuvent par ailleurs faire imaginer une pratique de la pêche. Bien que les anciennes populations néolithiques du Sahara central, selon toute vraisemblance, n'aient pas connu l'agriculture à proprement parler, il est permis selon l'auteur de supposer, à partir de gravures situées dans d'autres stations, que la récolte des graminées sauvages constituait l'une de leurs activités.
Une vingtaine de gravures, enfin, dont les plus anciennes remontent à la période bubaline figurent des contours de pieds, de sandales (plus de 900 à la station III, récentes ou peut-être d'époque caballine) et de mains, sans qu'il soit possible d'en interpréter la signification. Parmi les autres éléments culturels de l'Oued Djerat, on compte 125 spirales, très inégalement réparties en 18 stations (la station XXVIII en possède à elle seule 50). De dessins variés, les unes sont à spirale simple ou à double enroulement d'autres manifestent des compositions plus complexes. Elles sont pour un certain nombre liées à des animaux.

## Rapports avec les gravures rupestres du Sud-oranais et du Fezzan

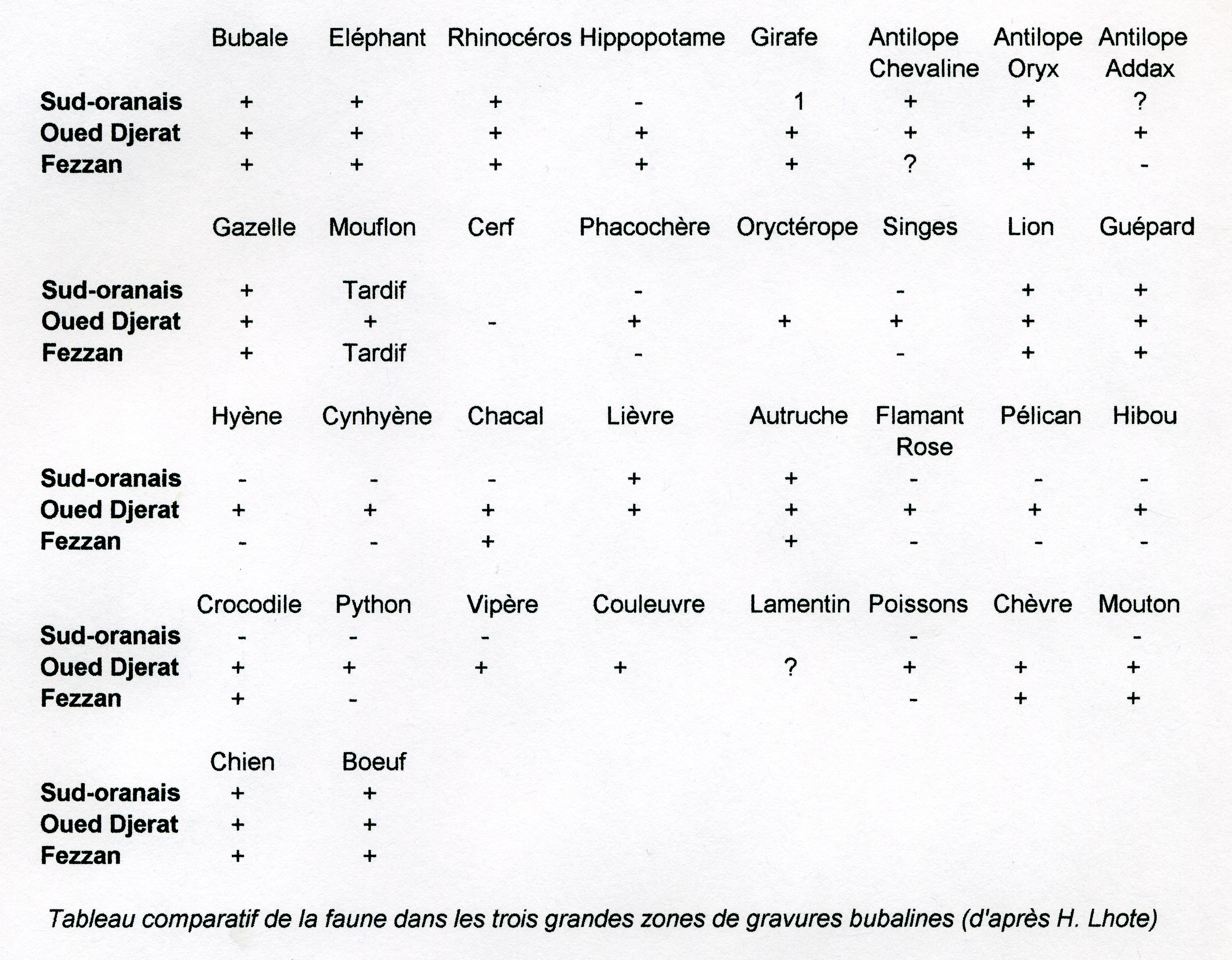

Pour Henri Lhote les documents concernant la période bubaline, dans le Sud-oranais, à l'Oued Djerat et au Fezzan, sont les plus anciens de l'art pariétal de l'Afrique du Nord et du Sahara.
Les rapports entre les gravures bubalines de l'Oued Djerat celles du Fezzan sont pour l'auteur évidents. Le style, l'ordre dimensionnel des sujets, la patine, la faune représentée y sont semblables, bien que les espèces soient plus nombreuses à Djerat. Les représentations humaines manifestent dans les deux régions une identité pour les têtes zoomorphes, la même présence de scènes sexuelles, une analogie dans la posture des femmes aux jambes écartées. Au Fezzan cependant les spirales sont absentes. « Ces quelques différences sont insuffisantes pour ne pas reconnaître les points communs entre ces deux centres, qui s'expliquent par leur voisinage géographique », observe Lhote.
Comparant selon les mêmes critères les gravures bubalines de l'Oued Djerat et celles du Sud-oranais, l'auteur parvient aux mêmes conclusions, l'absence de l'hippopotame et de la girafe parmi les figurations de l'Atlas saharien pouvant s'expliquer par des causes hydrographiques et géographiques. L'abondance du bélier dans le bestiaire sud-oranais devrait selon lui être mis « en relation avec le rôle religieux » qu'il a joué essentiellement dans la région. D'autres différences seraient l'absence de figures zoomorphes et de scènes de coït. Dans la phase décadente ce sont des personnages accroupis masculins que l'on rencontre dans le Sud-Oranais, dans l'Oued Djerat ou au Fezzan il s'agit de femmes, alors que dans le Constantinois les deux sexes sont figurés dans cette posture.
Les trois régions révèlent donc « des attitudes communes qui ne peuvent être fortuites », si bien « qu'il n'est pas possible de douter d'une certaine unité entre les trois grands centres de la période du Bubalus antiquus», conclut Lhote, précisant que « les grandes gravures naturalistes du Hoggar, du Kaouar, du Tibesti, que l'on a tendance à assimiler à la période bubaline, sont plus tardives quoique découlant de la même école artistique ».

## Âge et origine des gravures bubalines de l'Oued Djerat
Henri Lhote rappelle qu'aucun foyer permettant une mesure radiométrique n'a pu être obtenu dans l'Oued Djerat. Au Tassili le foyer d'un abri où subsistaient des vestiges de peinture de la période des « têtes rondes », qui manifeste une faune identique à celle de la période du bubale, y compris celui-ci, a cependant fourni une datation de 5450 ans av. J.-C. Dans le Sud-Oranais le dépôt à industrie lithique du « Méandre », près de Brezina, a été daté de 3900 ans av. J.-C., sans qu'il soit possible de le rapporter à l'une des catégories des gravures de la paroi, les unes certainement plus récentes, les autres pouvant être plus anciennes. Le chiffre de 4000 ans av. J.-C. indiqué par Vaufrey serait donc insuffisant et devrait « être reporté d'au moins un millénaire ».
Raymond Vaufrey avait émis en 1955 l'hypothèse selon laquelle les gravures bubalines du Tassili, du Sud-oranais et du Fezzan étaient liées au Néolithique de tradition capsienne dont on situe l'origine dans la région de Tébessa-Gafsa. À partir de nombreux arguments Henri Lhote considère que cette hypothèse est à refuser. Pour F. E. Roubet, résume Lhote « l'étude des gravures du Sud Oranais et de la région de Tiaret met en évidence que le centre de cet art doit être situé dans le Sud, c'est-à-dire dans les monts des Ksour et le Djebel Amour » : « de là, il a gagné le Nord, celles de la région de Tiaret étant les plus septentrionales » et « ce n'est donc pas dans la Constantinois qu'il faut en chercher l'origine ». À Safiet Bou Rhénane, dans la région de Djelfa les dates obtenues sont 5020 et 5270 ans av. J.-C., pour une industrie qui ne correspond pas au néolithique de tradition capsienne mais à un faciès méditerranéen. Selon Lhote, « les stations de gravures situées entre celles du Sud Oranais et le Sud Constantinois, loin de marquer des jalons entre un centre d'origine, hypothétiquement dans la région de Tébessa », reflètent « au contraire un caractère tardif et décadent, mis en relief par plusieurs superpositions, donc un mouvement de migration en sens inverse ». « L'hypothèse de l'origine capsienne de l'art néolithique du Sud Oranais et du Sahara ne peut être valablement retenue », résume-t-il.
Dans les dernières pages de son étude, Henri Lhote revient ainsi sur la séparation opérée par plusieurs préhistoriens entre les gravures du Sud Oranais et celles du Sahara central et du Tassili, supposées découler d'un autre centre de civilisation, les unes rattachées au Néolithique de tradition capsienne, les autres à un Néolithique de tradition soudanaise. « S'il est exact que les peintures du Tassili, du Hoggar, du Tibesti, de l'Ennedi, sont d'une essence et d'une autre origine que les gravures de la période bubaline, il est évident que l'on ne voit pas sur quel critère l'on séparerait écologiquement les trois groupes de gravures archaïques », écrit-il. Pour les populations de cette période bubaline, « sans rapport avec celles de la période bovidienne, sinon qu'elles ont pu voir s'amorcer chez elles la domestication du Bœuf », « il est impossible d'aller chercher leur origine vers l'Est », les grandes gravures naturalistes représentant la grande faune sauvage n'existant ni dans la vallée du Nil ni dans les régions voisines à l'Est ou au Sud du fleuve. Ce n'est donc pas vers l'Égypte qu'il faut chercher l'origine de l'art bubalin mais dans les activités originales du même groupement ethnique qui « occupa, au Néolithique, l'Atlas présaharien, le Constantinois, le Fezzan et le Tassili alors que ces régions bénéficiaient d'un climat très humide sous lequel la grande faune, dite éthiopienne, pouvait vivre sans difficulté ».